# 葉朝陽 (萬曆舉人)
葉朝陽（16世紀—17世紀），原名葉德，廣東廣州府順德縣龍江人，明朝政治人物。

## 生平
葉朝陽年少豪爽，擅長詩文，經南海縣學成萬曆十六年（1588年）廣東鄉試舉人，會試落榜後歸鄉在石壁山建築石室努力讀書，二十三年（1595年）任永春教諭，用心教學教化士子，代理寧德知縣，曾拒絕獲釋的權貴親屬送贈千金，二十五年（1597年）分考應天鄉試，取錄王名登等九人。二十六年（1598年）會試中副榜，選授江津知縣，當地屬於衝要，適逢土官楊應龍叛亂，朝廷在四川徵兵，餉重役繁令人民煩苦，他力為抗辯遭調任蓬溪知縣，到任六個月後生病，在床上依舊詢問人民疾苦，不久去世，縣民爭相為他殮葬，他生平精藻，能在何熊祥、黃儒炳未中舉時鑑識二人。

## 引用
1. 1 2  咸豐《順德縣志·卷二十四·列傳四》：葉朝陽 原名德 ，龍江人，少豪爽、工詩文，由南海庠萬厯戊子鄉薦，下第歸築室石壁山下帳攻苦，乙未署永春教諭，躬行課士成就甚眾，署甯德偶代鞫獄，有權貴親屬被累者釋脫，酬以千金峻拒之，丁酉分考應天，王名登等九人出門下。戊戌會試中乙榜，選江津令，地當衝要，值土官楊應龍叛，徵兵四省轉餉役繁，民力煩苦，以徵發事與上官抗，調蓬溪無愠色，時兵事未已，專務息民，居六月即遘病，枕上猶問民疾苦不置，卒官貧甚，民爭賻之乃殮；平生精藻，鑑識冢宰何熊祥、少宰黃儒炳於未遇云。